# NGC 4109
NGC 4109 في الفهرس العام الجديد، هي مجرة، تقع في كوكبة السلوقيان. اكتشفت في 21 أبريل 1851 بواسطة ويليام بارسونز.

## روابط خارجية
- NGC 4109 على موقع ويكي سكاي: DSS2, SDSS, GALEX, IRAS, Hydrogen α, X-Ray, Astrophoto, Sky Map, Articles and images